# Guanajuato (město)
Guanajuato je mexické město v centrální části státu. Je hlavním městem stejnojmenného státu Guanajuato. Nachází se na mexické náhorní plošině v nadmořské výšce přibližně 2 000 m n. m. Jako hlavní město státu představuje Guanajuato kulturní, ekonomické, vzdělanostní, obchodní i správní středisko celého regionu.

## Historie
Město bylo založeno v rané fázi španělské kolonizace území Mexika v polovině 16. století. Impulzem pro založení města se stal objev bohatých zásob stříbra, zlata a dalších rud v okolních horách. Guanajuato se stalo jedním z nejvýznamnějších důlních měst na území Nového Španělska; další byly San Luis Potosí a Zacatecas. Na začátku 19. století bylo Guanajuato se svými 65 000 obyvateli třetím největším městem západní hemisféry, a to po Havaně a Mexico City.
Ve městě proběhlo několik zásadních událostí mexické války za nezávislost (1810-1821). Od roku 1988 figuruje historické centrum města společně s přilehlými doly na seznamu světového dědictví UNESCO.

## Osobnosti města
- Diego Rivera (1886 – 1957), malíř, aktívní komunista a manžel malířky Fridy Kahlo

## Partnerská města
- Alcalá de Henares, Španělsko
- Arequipa, Peru
- Ashland, Oregon, USA
- Avignon, Francie
- Ciudad de México, Mexiko
- Cuenca, Ekvádor
- Havana, Kuba
- Morelia, Mexiko
- Morgantown, Západní Virginie, USA
- Oaxaca, Mexiko
- Puebla, Mexiko
- Salinas, USA
- San Miguel de Allende, Mexiko
- South Bend, Indiana, USA
- Spoleto, Itálie
- Toledo, Španělsko
- Valparaíso, Chile
- Zacatecas, Mexiko

## Fotogalerie

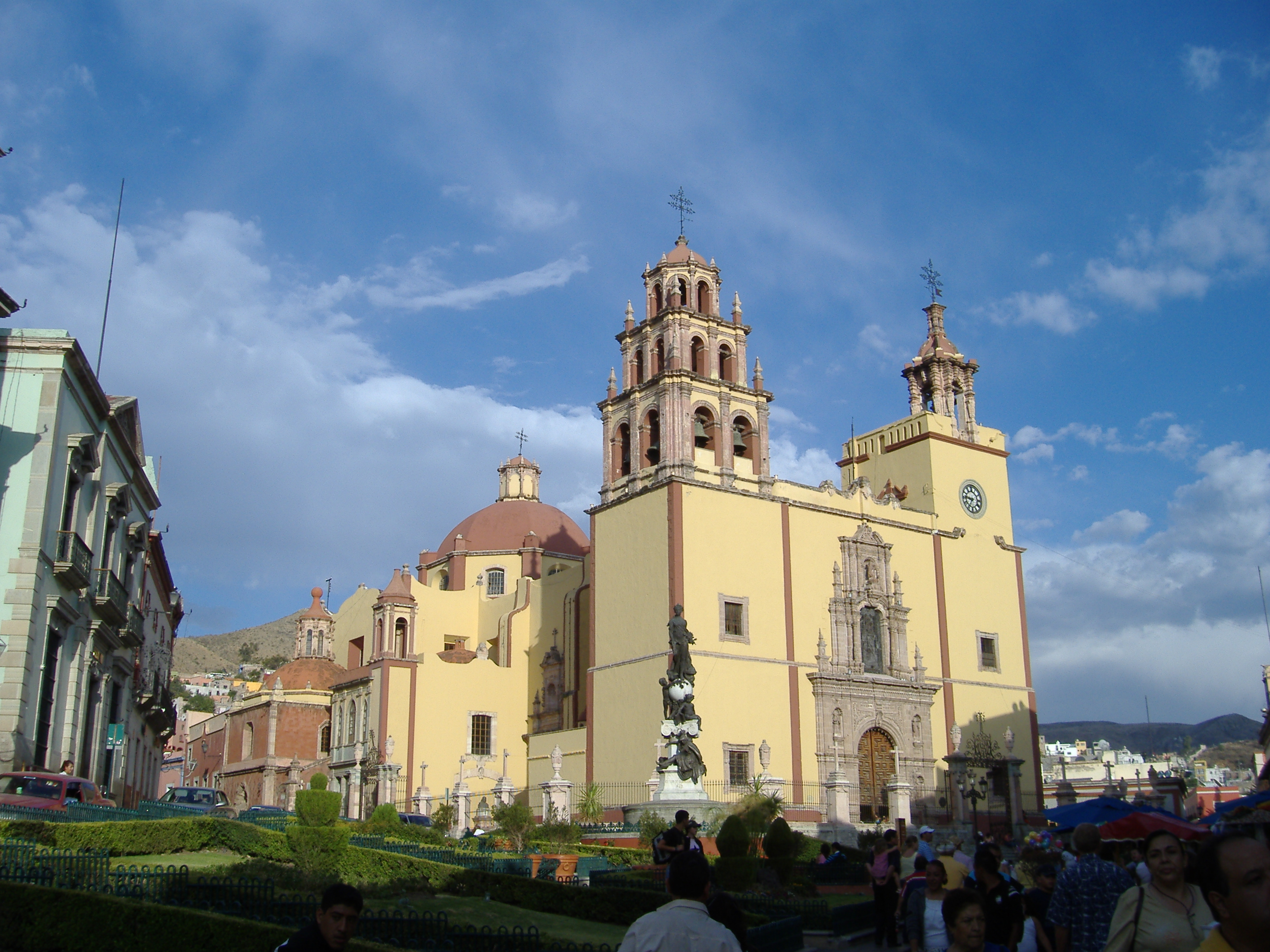
Bazilika Panny Marie v Guanajuatu
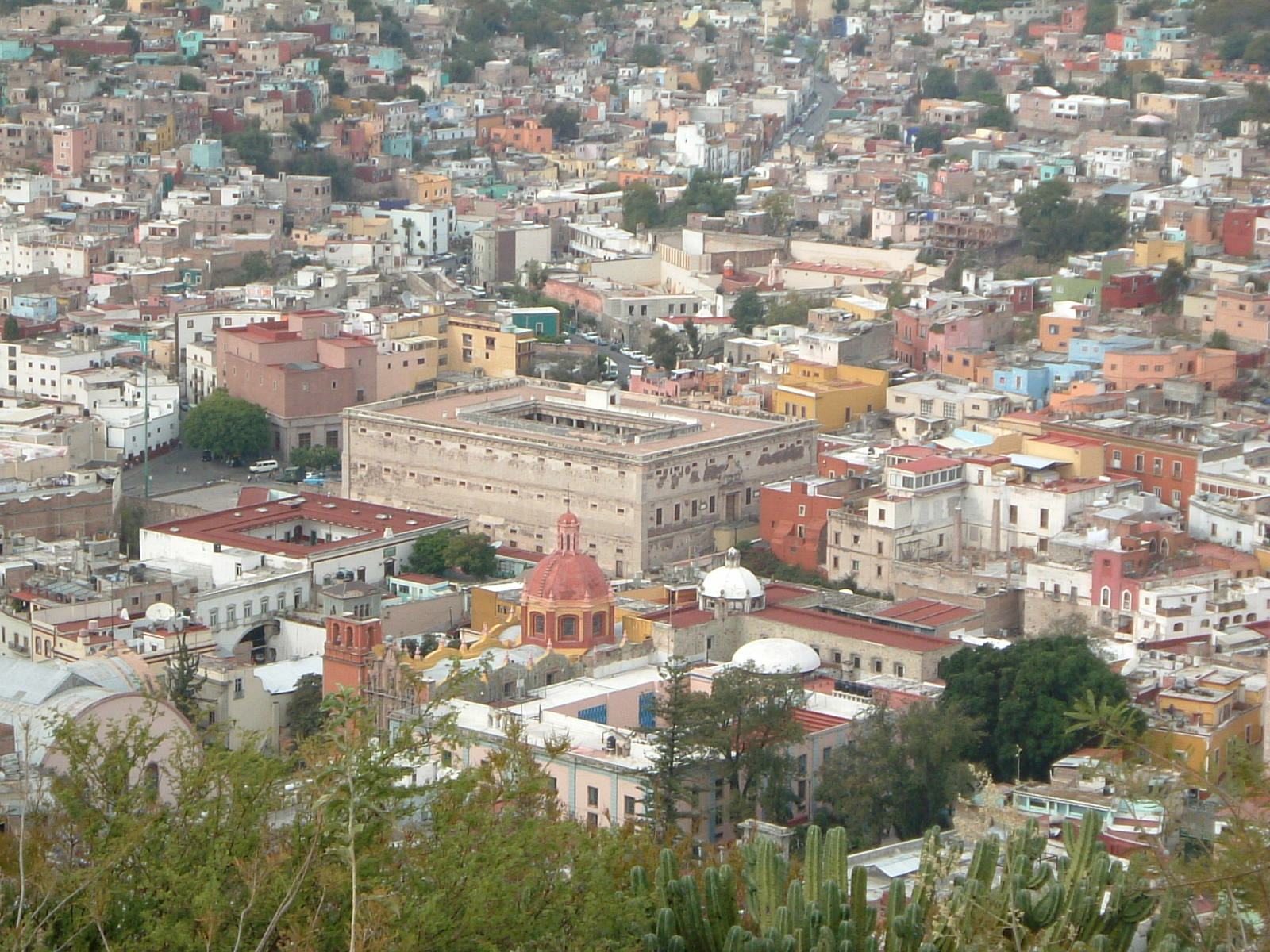
Alhondiga de Granaditas
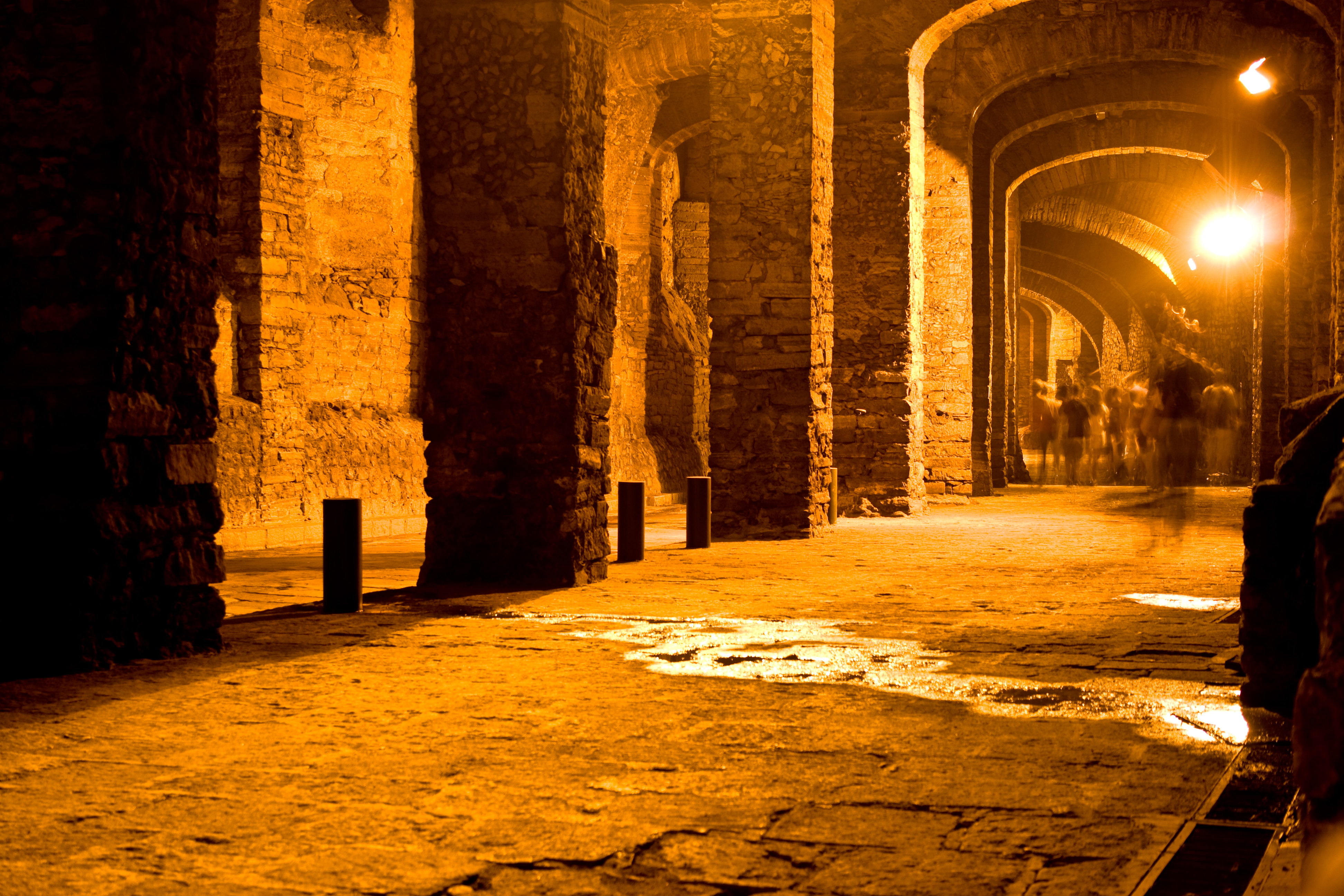
podzemní tunel